# Gjoricë
Gjoricë là một xã trong quận Bulqizë thuộc hạt Dibër, Albania. Dân số năm 2005 là 5336 người.